# PowerSlave (игра)
PowerSlave (Exhumed в Европе и Seireki 1999: Pharaoh no Fukkatsu в Японии) — видеоигра в жанре шутера от первого лица, разработанная компанией Lobotomy Software и изданная Playmates Interactive Entertainment в США в 1996 году. Игра была выпущена на игровых приставках Sega Saturn и PlayStation, а также на PC. Название игры является отсылкой к одноимённому альбому группы Iron Maiden, оформление обложки которого имеет египетскую тематику.
В августе 2021 года был анонсирован ремастер игры для PC под названием Powerslave: Exhumed, разрабатываемый компанией Nightdive Studios, который объединит в себе версии для Saturn и PlayStation. Дата релиза ремастера назначена на 10 февраля 2022 года на платформах Windows, Playstation 4, Xbox One, Nintendo Switch.

## Сюжет
Действие PowerSlave происходит в древнеегипетском городе Карнак и его окрестностях в конце XX века. Город был захвачен неизвестными силами, и специальная команда закаленных солдат отправляется в долину Карнака, чтобы выяснить источник этой проблемы. Однако по пути туда вертолет игрока сбивают, и игроку едва удается спастись. Игрок отправляется в долину в качестве главного героя, чтобы спасти Карнак и весь мир. Игрок должен сразиться с полчищами внеземных инсектоидных существ, известных как Килмаат, а также с их различными приспешниками, среди которых мумии, солдаты Анубиса, скорпионы и злые духи. Действиями игрока руководит дух царя Рамсеса II, мумия которого была извлечена из гробницы килмаатами, стремящимися воскресить его и использовать его силу для управления миром.
В версиях для приставок есть две концовки, зависящие от действий игрока во время игры. В хорошей концовке главный герой собрал восемь частей радиопередающего устройства, чтобы послать сигнал о спасении и быть извлеченным из Долины. После возвращения мумии Рамсеса фараон благодарит его за усилия и обещает главному герою, что он унаследует земное царство Рамсеса, а боги благословят его вечной жизнью и сделают правителем мира. Выбравшись из разрушающейся гробницы, главный герой действительно получает такое вознаграждение и становится могущественным и благожелательным фараоном всей планеты. В плохой концовке игроку не удается собрать все восемь частей радиопередатчика, и главный герой оказывается погребенным в гробнице Рамсеса, которую спустя столетия раскапывают правящие ныне силы килмаатов.
В версии для MS-DOS есть две немного разные концовки, опять же в зависимости от действий игрока, но только на последнем уровне. Финальный уровень происходит на борту материнского корабля Килмаат, где находится ядерное оружие, заряженное и готовое взорваться через 15 минут, и обладающее достаточной мощностью, чтобы уничтожить планету. В плохой концовке, которая произойдет, если игрок потеряет все свои жизни или не успеет вовремя обезвредить бомбу, Земля будет уничтожена в результате мощного ядерного взрыва. В хорошей концовке, которая наступает, если игрок успевает вовремя добраться до бомбы, килмааты отступают с планеты, но главный герой застревает на своем корабле и должен найти выход.

## Игровой процесс
В целом игровой процесс типичен для игр жанра и включает такие элементы, как нахождение ключей для открывания дверей на уровне. В процессе прохождения игрок собирает артефакты, дающие ему новые возможности — более высокий прыжок, левитацию, дыхание под водой, хождение по огню и т. п. Эти возможности позволяют игроку попадать в ранее недоступные части уровней. Также присутствуют специальные символы-ключи, открывающие запечатанные двери, находящиеся в разных уровнях. В версиях игры для игровых приставок уровни имеют несколько выходов и связаны общей картой, напоминающей Super Mario World и позволяющей возвращаться в предыдущие уровни.
Оружие
- Мачете
- Револьвер
- Пулемёт M60
- Ручная граната MK II
- Амоновы бомбы (только на приставках, заменяют гранаты)
- Огнемёт
- Посох-кобра — магическое оружие, стреляет самонаводящимися снарядами
- Кольцо Ра — стреляет прыгающими огненными шарами (есть только на приставках)
- Священные браслеты (В приставочных версиях, стреляют частично самонаводящимися молниями, в компьютерной версии вызывают крохотное грозовое облако над противником, молнии которого наносят высокий урон)

Артефакты
- Сандалии Имхотепа — увеличивают высоту прыжка
- Маска Себека — позволяет дышать под водой до 50 секунд
- Платок Исиды — позволяет медленно планировать в воздухе после прыжка
- Защитные браслеты — снижают повреждения при ходьбе по лаве и болоту
- Скипетр Килмаата — пропускает героя через защитные поля
- Перо Гора — позволяет летать после прыжка

## Секреты
В приставочных версиях, в разных уровнях игры находятся восемь частей радиопередатчика, которые необходимо собрать для получения хорошей концовки.
Также в приставочных версиях есть 23 куклы, каждая из которых изображает одного из авторов игры. В зависимости от количества собранных кукол, в версиях для разных систем игрок получает разные награды.
В версии для PlayStation также становятся доступны режимы Дельфина и Стервятника. Для получения режима Дельфина требуется собрать 10 кукол, он позволяет плавать быстрее и выпрыгивать из воды. Режим Стервятника позволяет многократно повторять прыжок, отталкиваясь от воздуха. Для его получения требуется собрать 14 кукол.
В версии для Sega Saturn после сбора всех кукол игрок может начать новую игру с полученного сохранения, получая возможность «плавать» в воздухе. В NTSC-версии также становится доступна скрытая игра Death Tank. Версия игры Duke Nukem 3D для Sega Saturn содержит продолжение этой скрытой игры, Death Tank Zwei, которое становится доступно при наличии в памяти приставки сохранений от игр PowerSlave или Quake.
Планировался выпуск продолжения игры для PlayStation, но компания была расформирована и продолжение не было выпущено.

## Версии
| Русскоязычные издания | Русскоязычные издания |
| Издание               | Оценка                |
| --------------------- | --------------------- |
| «НИМ»                 | 7/10 (PC)             |
| «Страна игр»          | 8/10 (PS)             |

### Игровые приставки
Сначала была выпущена версия игры для Sega Saturn. Вышедшая вскоре после этого версия для PlayStation имела ряд улучшений и изменений, включая замену части уровней.
Обе версии используют разработанный Lobotomy Software движок SlaveDriver Engine, позволяющий создавать полностью трёхмерные уровни, аналогично Quake. Объекты выполнены в виде спрайтов. Версия для Sega Saturn также имеет динамическое цветное освещение. Этот движок был также использован в версиях игр Duke Nukem 3D и Quake для Sega Saturn.

### PC
Версия для PC существенно отличается от версий для игровых приставок. Главным отличием является использование лицензированного у компании 3D Realms движка Build engine (ранней версии, написанной до Duke Nukem 3D). Изначально предполагалось, что игра будет выпущена компанией 3D Realms в качестве демонстрации возможностей движка. На тот момент игра имела рабочее название Ruins: Return of the Gods. Впоследствии 3D Realms отказалась от проекта и игра была выпущена Playmates Interactive Entertainment.